# Franz Brungs
Franz Brungs (* 4. Dezember 1936 in Honnef) ist ein ehemaliger deutscher Fußballspieler und -trainer.

## Laufbahn
Franz Brungs begann das Fußballspielen beim FV Bad Honnef. Nachdem er zwischen 1958 und 1960 für den 1. FC Köln gespielt hatte, hatte er seine ersten Erfolge in den Jahren vor dem Start der Fußball-Bundesliga 1963 als Mittelstürmer bei Borussia Mönchengladbach, mit denen er am 5. Oktober 1960 das DFB-Pokalfinale gewann. Für die Borussia wurde er 88 mal in der Oberliga West eingesetzt. Er schoss in dieser Zeit 36 Tore.
Im Sommer 1963 wechselte er für die Premierensaison der Bundesliga zu Borussia Dortmund, mit denen er 1965 DFB-Pokalsieger wurde (wobei er allerdings im Finale nicht zum Einsatz kam). Für Dortmund bestritt er 54 Einsätze in der Bundesliga, in denen er 23 Tore schoss. Während seiner Zeit in Dortmund erhielt er wegen seiner Kopfballstärke und daraus resultierend zahllosen Kopfballtoren den Spitznamen „Goldköpfchen“. 1965 wechselte er für eine Ablösesumme von 75.000 Mark zum 1. FC Nürnberg, mit dem er 1968 Deutscher Meister wurde. Für den Club schoss er in 97 Spielen in der Bundesliga 50 Tore. Nachdem er beim Club von Trainer Max Merkel ausgemustert wurde, war Brungs zwischen 1968 und 1971 noch für Hertha BSC aktiv. Dort kam er in 84 Bundesligaspielen zum Einsatz, in denen er 24 Tore schoss. Er erzielte insgesamt in 235 Bundesligaspielen 97 Treffer. In der Saison 1971/72 spielte er erneut für den Club in der Regionalliga Süd.
Im Zusammenhang mit dem Bundesliga-Skandal in der Saison 1970/71, an dem auch Spieler von Hertha BSC beteiligt waren, wurde Brungs 1972 für zwei Jahre gesperrt. Er wurde 1973 begnadigt. Gleichwohl beendete er seine aktive Spielerlaufbahn.
Seinen größten Moment in der Bundesliga hatte er am 2. Dezember 1967, als er beim 7:3-Sieg des 1. FC Nürnberg gegen den FC Bayern München fünf Tore gegen Sepp Maier erzielte.
Nach seiner aktiven Karriere war er bei diversen Vereinen als Trainer tätig, bevor er diese Laufbahn 1995 beendete, auch um sich mehr um das von ihm betriebene Lottogeschäft kümmern zu können. Er betreute Kickers Offenbach, die SpVgg Fürth, den KSV Hessen Kassel, die Spvgg Büchenbach, den 1. FC Herzogenaurach, den VfB Coburg, die SpVgg Bayreuth, den FC Stein und den VfL Frohnlach, sowie den MTV Ingolstadt und den 1. FC Schweinfurt 05.
Nach mehr als 50 Jahren Ehe verstarb seine Ehefrau. Das von ihm betriebene Lottogeschäft übergab er an einen seiner Söhne und hilft dort zeitweilig aus.

## Statistik
- 1. Bundesliga
54 Spiele; 23 Tore Borussia Dortmund
97 Spiele; 50 Tore 1. FC Nürnberg
84 Spiele; 24 Tore Hertha BSC

- Oberliga West
24 Spiele; 5 Tore 1. FC Köln
88 Spiele; 36 Tore Borussia Mönchengladbach

- Regionalliga Süd
26 Spiele; 6 Tore 1. FC Nürnberg

- Endrunde um die deutsche Meisterschaft
3 Spiele; 1 Tor 1. FC Köln

- Europapokal
1 Spiel; 1 Tor Stadtelf Köln
2 Spiele Borussia Mönchengladbach
10 Spiele; 8 Tore Borussia Dortmund
4 Spiele 1. FC Nürnberg
11 Spiele; 4 Tore Hertha BSC

- Westdeutscher Pokal
1 Spiel 1. FC Köln

## Erfolge
- 1960 – DFB-Pokal-Sieger
- 1965 – DFB-Pokal-Sieger
- 1968 – Deutscher Meister